# Charles de Béthisy
Richard Henri Charles de Béthisy, marquis de Béthisy de Mézières, né le 9 août 1770 à Paris où il est mort le 5 octobre 1827, est un général et homme politique du royaume de France.

## Biographie
Fils d'Eugène Eustache de Béthisy, lieutenant-général des armées du Roi, gouverneur du Palais des Tuileries, et de Adélaïde Charlotte Marie Octavie du Deffand, il est le neveu d'Henri Benoît Jules de Béthisy de Mézières, évêque d'Uzès, député du clergé aux Etats-généraux de 1789.

### Carrière militaire
Il entre en service en 1785, comme officier au régiment du Roi-infanterie, et il reçoit son brevet de capitaine dans la cavalerie en 1787.
En 1791, il émigre et rejoint l’armée de Condé, pour servir dans la compagnie des chasseurs nobles. En 1793, il est nommé colonel en second au régiment d'Hohenlohe, et il reçoit quatre blessures lors de cette campagne. Il est fait chevalier de Saint-Louis la même année. En 1794, il devient lieutenant-colonel du régiment des hussards de Rohan, et commande ce régiment lors de la campagne en Hollande, en 1795 et 1796.
En 1812, il achète à son beau-père le domaine d'Escquelbecq, qu'il revendra en 1821.
Rentré en France en 1814, il est nommé le 1er juin 1814 lieutenant dans la compagnie de Luxembourg des gardes du corps du Roi, et il est promu maréchal de camp le 17 août 1814, avec effet rétroactif à 1809.
A la seconde Restauration, en juillet 1815, il est nommé commandant extraordinaire de l'arrondissement de Dunkerque et des places de Bergues et Gravelines. Le 10 janvier 1816, il est nommé commandant de la 12e division militaire. en 1817, il prend la tête d’une brigade composée des 3e et 6e régiments de la garde du roi. Il est également gouverneur du Palais des Tuileries.
Il est promu lieutenant-général (général de division) le 23 juillet 1823, commandant de la 1re brigade de la 2e division d’infanterie de la Garde royale.
Il sert au corps d'Andalousie pendant l'expédition d'Espagne, en 1823.
En 1826, il commande à nouveau la 12e division militaire et termine sa carrière militaire comme inspecteur général de la cavalerie.

### Carrière politique
Le 22 août 1815, il est élu député du département du Nord, où se trouve son château d'Escquelbecq, par 109 voix sur 196 votants et 298 inscrits.
A la chambre introuvable, il siège avec les ultra-royalistes jusqu'à la dissolution de septembre 1816. Il n'est pas réélu au scrutin qui suit cette dissolution, mais est réélu pour la législature suivante, le 13 décembre 1820 et en 1822 dans le 2e arrondissement électoral du Nord (Hazebrouck), jusqu'à la fin de la législature, en décembre 1823.
Par ordonnance du 23 décembre 1823, il est fait pair de France héréditaire, avant d'être confirmé au titre de baron-pair héréditaire, par lettres patentes du 6 avril 1824. Il siège à la chambre des pairs jusqu'à sa mort, trois ans plus tard.

### Mariages et descendance

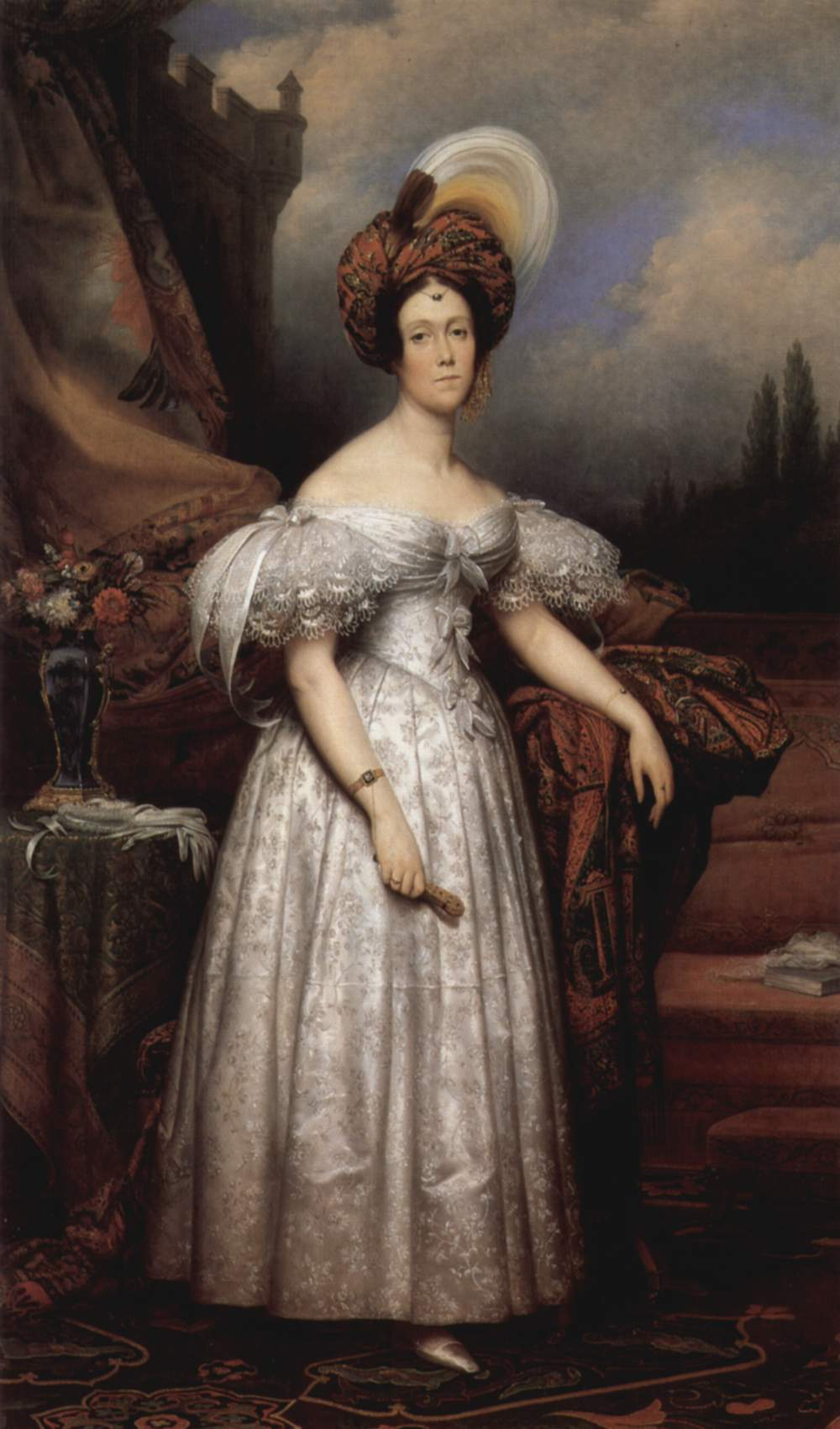
Adèle-Mathilde-Emmanuelle de Guernonval en 1835

Il épouse le 13 décembre 1790 Gabrielle Eléonore Brigitte de Cardevac d'Havrincourt, sa cousine germaine, fille d'Anne Gabriel Pierre de Cardevac, marquis d'Havrincourt, et d'Etiennette Eléonore de Béthisy. Elle meurt en exil à Bruxelles le 2 octobre 1793, sans postérité.
Il se remarie le 10 juin 1806 avec Adèle Mathilde Emmanuelle Le Vasseur de Guernonval, fille d'Henri Louis Le Vasseur, marquis d'Esquelbecq, et de Catherine de Brion. Elle meurt à Paris le 28 décembre 1839. Ils ont ensemble deux fils :
- Richard Henri Charles de Béthisy, marquis de Béthisy, militaire, sert pendant l'expédition d'Alger (Paris, 19 août 1809 - Paris, 25 septembre 1830), sans alliance, il ne peut siéger à la chambre des pairs à cause de son jeune âge ;
- Alfred-Charles-Gaston de Béthisy, marquis de Béthisy après son frère, pair de France de 1846 à 1848 (Paris, 10 mars 1815 - Paris 7e, 7 février 1881), marié en 1841 avec Isabelle de Rohan Chabot, puis en 1846 avec Marie de L'Espine, concevant une postérité féminine[5].

### Portraits
Son portrait en buste, peint par Jean-Sébastien Rouillard, est conservé au Musée national des châteaux de Versailles et Trianon, ; celui, en pied, de sa seconde épouse, peint en 1835 par Charles de Steuben, est au Musée du Palais des Beaux-arts, à Lille,.

### Distinctions
Il est fait chevalier de la Légion d'honneur le 18 mai 1820 et officier le 26 mars 1823.

### Sources
- « Charles de Béthisy », dans Adolphe Robert et Gaston Cougny, Dictionnaire des parlementaires français, Edgar Bourloton, 1889-1891 [détail de l’édition]
- Pierre Jullien de Courcelles, Dictionnaire historique et biographique des généraux français : depuis le onzième siècle jusqu'en 1822, Tome 2, l’Auteur, 1821, 526 p. (lire en ligne), p. 242.